# Grand Prix USA Západ
Grand Prix USA Západ byl automobilový závod konaný v Long Beach v Kalifornii. První závod se konal v rámci Formule 5000 v roce 1975. Od roku 1976 do roku 1983 se závody pořádaly v rámci Formule 1. Závody se konaly na okruhu Grand Prix of Long Beach.

## Oficiální názvy a sponzorství
- 1976: United States Grand Prix West (žádný oficiální sponzor)[1]
- 1977: Long Beach Grand Prix (žádný oficiální sponzor)[2]
- 1978: LBGP/Long Beach Grand Prix (žádný oficiální sponzor)[3]
- 1979: Lubri Lon Long Beach Grand Prix[4]
- 1980-1983: Toyota Grand Prix of Long Beach[5][6][7][8]

## Vítězové Grand Prix USA Západ

### Opakovaná vítězství (týmy)
| Počet vítězství | Konstruktér | Roky             |
| --------------- | ----------- | ---------------- |
| 3               | Ferrari     | 1976, 1978, 1979 |
| 2               | McLaren     | 1982, 1983       |

### Opakovaná vítězství (dodavatelé motorů)
| Počet vítězství | Dodavatel | Roky                         |
| --------------- | --------- | ---------------------------- |
| 5               | Ford*     | 1977, 1980, 1981, 1982, 1983 |
| 3               | Ferrari   | 1976, 1978, 1979             |

* V letech 1976-1983 působil jako Cosworth.

### Vítězové v jednotlivých letech
| Rok  | Jezdec            | Konstruktér   | Trať       | Výsledky |
| ---- | ----------------- | ------------- | ---------- | -------- |
| 1983 | John Watson       | McLaren-Ford  | Long Beach | Výsledky |
| 1982 | Niki Lauda        | McLaren-Ford  | Long Beach | Výsledky |
| 1981 | Alan Jones        | Williams-Ford | Long Beach | Výsledky |
| 1980 | Nelson Piquet     | Brabham-Ford  | Long Beach | Výsledky |
| 1979 | Gilles Villeneuve | Ferrari       | Long Beach | Výsledky |
| 1978 | Carlos Reutemann  | Ferrari       | Long Beach | Výsledky |
| 1977 | Mario Andretti    | Lotus-Ford    | Long Beach | Výsledky |
| 1976 | Clay Regazzoni    | Ferrari       | Long Beach | Výsledky |